# Themeda gigantea
Themeda gigantea är en gräsart som först beskrevs av Antonio José Cavanilles, och fick sitt nu gällande namn av Eduard Hackel och John Firminger Duthie. Themeda gigantea ingår i släktet Themeda och familjen gräs. Inga underarter finns listade i Catalogue of Life.